# Maria Tudor (film fra 1920)
 For alternative betydninger, se Maria Tudor. (Se også artikler, som begynder med Maria Tudor)
Maria Tudor er en tysk stumfilm fra 1920 af Adolf Gärtner.

## Medvirkende
- Ellen Richter som Maria Tudor
- Hans Adalbert Schlettow som Fabiano Fabiani
- Hanni Reinwald som Jane
- Eduard von Winterstein som Simon Renard
- Friedrich Wilhelm Kaiser som Jeweller
- Carl Neisser